# شاكر شقير
شاكِر شُقَيْر (1266 - 1314 هـ / 1850 - 1896 م) هو كاتب روائي عربي.
هو شاكر بن مغامس بن محفوظ بن صالح شقير. قال الزركلي: «باحث ساعد البستانيين في تأليف «دائرة المعارف» بفصول كثيرة كتبها فيها».

## آثاره
له كتب منها «لسان غصن لبنان» و  «أساليب العرب في صناعة الإنشاء» ونحو 30 رواية.